# رودريغو ميندز
رودريغو ميندز (بالبرتغالية: Rodrigo Fabiano Mendes‏) (9 أغسطس 1975 في أوبيرابا في البرازيل – )؛ هو لاعب كرة قدم سابق كان يلعب كلاعب وسط.

## وصلات خارجية
- رودريغو ميندز على موقع رابطة كرة القدم اليابانية للمحترفين (اليابانية)
- رودريغو ميندز على موقع قاعدة بيانات كرة القدم.إي يو (الإنجليزية)
- رودريغو ميندز على موقع Soccerway.com (الإنجليزية)
- رودريغو ميندز على موقع عالم كرة القدم.نت (الإنجليزية)